# Aprendo en casa (sitio web)
Aprendo en casa es una plataforma educativa impuesta por el Ministerio de Educación del Perú, que aloja recursos y materiales educativos, principalmente con el objetivo de continuar con las clases escolares durante el estado de emergencia causado por la COVID-19, mediante educación virtual y a distancia, como parte de la estrategia homónima.

## Organización

### Recursos
Los recursos de la plataforma se presentan en PDFs, y son de libre acceso. Se presentan y actualizan semanalmente, para profesores y estudiantes, así como algunas pautas para los familiares.
Los recursos se organizan de la siguiente manera:

#### Básica regular
| - Inicial - Inicial (regular) - 0 a 2 años - 3 a 5 años - Inicial EIB - 3 a 5 años | - Primaria - Primaria regular - 1.ᵉʳ y 2.° grado - 3.ᵉʳ y 4.° grado - 5.° y 6.° grado - Primaria EIB amazónico - 1.ᵉʳ y 2.° grado - 3.ᵉʳ y 4.° grado - 5.° y 6.° grado - Primaria EIB andino - 1.ᵉʳ y 2.° grado - 3.ᵉʳ y 4.° grado - 5.° y 6.° grado - Primaria multigrado rural - 1.ᵉʳ y 2.° grado - 3.ᵉʳ y 4.° grado - 5.° y 6.° grado | - Secundaria - Secundaria regular - 1.ᵉʳ y 2.° grado - 3.ᵉʳ y 4.° grado - 5.° grado - Secundaria EIB andino - 1.ᵉʳ y 2.° grado - 3.ᵉʳ y 4.° grado - 5.° grado - Secundaria, residencia, tutorial y alternancia - 1.ᵉʳ y 2.° grado - 3.ᵉʳ y 4.° grado - 5.° grado |

#### Básica especial
| - PRITE - 0 a 9 meses - 10 a 18 meses - 19 a 24 meses - 25 a 36 meses | - CEBE - Inicial - 1.ᵉʳ y 2.° grado - 3.ᵉʳ y 4.° grado - 5.° y 6.° grado |

#### Básica alternativa
| - Inicial - EBA - 1.ᵉʳ grado - 2.° grado - Intermedio - EBA - 1.ᵉʳ grado - 2.° grado - 3.ᵉʳ grado | - Avanzado - EBA - Avanzado presencial/semipresencial EBA - 1.ᵉʳ grado - 2.° grado - 3.ᵉʳ grado - 4.° grado - Avanzado a distancia EBA |

### Sistema de cuentas
Desde 2021, se puede acceder al sitio registrándose con una cuenta, la cual se puede crear introduciendo la fecha de nacimiento del usuario y documento de identificación (DNI o carnet de extranjería), o código de estudiante para los escolares. Esta modalidad no es obligatoria, ya que hay una opción de acceder como visitante.

### Sistema de ayuda
Al igual que el sistema de cuentas, desde 2021, se inculcó un bot llamado ‘Eduquito’, desarrollado con la herramienta SnatchBot. Su función es ayudar a los usuarios con problemas con el acceso a la web, las experiencias de aprendizaje, orientaciones para docentes y orientaciones para familias, incusive, hay una opción para contactar directamente con la mesa de ayuda del Ministerio de Educación.